# 提瓦拉卡呼魯
提瓦拉卡呼魯是17世紀台灣西拉雅族信仰的一位男性神祇，西拉雅十三神之一。與其妻塔碼卡卡瑪共同掌管狩獵之事，出獵前會向祂祈求。